# John the Chanter
John the Chanter (auch Johannes Cantor oder Planeta) († 1. Juni 1191) war ein englischer Geistlicher. Ab 1184 war er Bischof von Exeter.

## Ungeklärte Herkunft
Die Herkunft von John the Chanter ist ungeklärt. Nach den Angaben des Chronisten Ralph de Diceto war er Cantor bzw. Präzentor der Kathedrale von Exeter, bevor er zum Bischof gewählt wurde. George Oliver, ein Historiker des 19. Jahrhunderts, glaubte, dass er dieses Amt mehr als 30 Jahre lang bekleidet hatte, während Roger von Hoveden angibt, dass John vor seiner Wahl zum Bischof stellvertretender Dekan von Salisbury gewesen war. Möglicherweise hatte er diese beiden Pfründen auch gleichzeitig innegehabt. Vielleicht war John ein Neffe bzw. ein Kaplan von Robert of Chichester, der von 1155 bis 1160 Bischof von Exeter war, denn zusammen mit anderen Verwandten des Bischofs wird John the Chanter 1155 in Exeter erwähnt. Mindestens einer der beiden Neffen, denen John später als Bischof Ämter in seiner Diözese verschaffte, hieß Basset, so dass er möglicherweise mit dieser Adelsfamilie verwandt oder verschwägert war. Auch im Dienst von Erzbischof Thomas Becket stand ein John, der der stellvertretende Dekan von Salisbury wurde. Dieser John war um 1136 ein Schüler von Abelard in Paris gewesen und studierte anschließend in Montpellier. Nach 1164 folgte dieser John Thomas Becket ins Exil und diente als dessen Vertreter am Papsthof. Nach Beckets Ermordung 1170 trat er in den Dienst von Richard of Dover, dem neuen Erzbischof von Canterbury, bis dieser im Februar 1184 starb. Aufgrund seiner häufigen Reisen erhielt er den Spitznamen Planeta.

## Wahl zum Bischof
Nach dem Tod von Bischof Bartholomew im Dezember 1184 blieb die Diözese Exeter fast zwei Jahre vakant. Der Grund hierfür war die fehlende Zustimmung von König Heinrich II. für die vorgeschlagenen Nachfolger. Zudem war der König von April 1185 bis April 1186 nicht in England, sondern in der Normandie. Wenn John the Chanter wirklich ein loyaler Gefolgsmann von Becket gewesen war, würde dies ebenfalls das Zögern des Königs erklären, einen Gefolgsmann seines erbitterten Gegners als Bischof zu bestätigen. Der König hatte sich zunächst Godfrey de Lucy, einen seiner Beamten, als neuen Bischof gewünscht. Dieser wurde auch am 1. Juli 1186 vom Kathedralkapitel gewählt, nahm jedoch die Wahl nicht an. Schließlich wurde am 5. Oktober 1186 John the Chanter zum neuen Bischof geweiht.

## Bischof von Exeter
Als neuer Bischof setzte John rasch einige Reformen um. Dabei wurde er von einer Reihe von Gefolgsleuten unterstützt, denen er Kanonikerstellen und Ämter in Exeter verschaffen konnte. Vermutlich war John der erste Bischof der Diözese, der einen Offizial als seinen Stellvertreter ernannte. John hatte anscheinend bereits ein fortgeschrittenes Alter, als er Bischof wurde. Er war wohl auch kein ausgewiesener Kenner des Kirchenrechts, denn er wurde nie vom Papst als Richter für kirchliche Streitfälle eingesetzt. Der Neubau der Kathedrale von Exeter wurde von ihm gefördert.
Politisch trat John als Bischof kaum in Erscheinung. Noch immer waren sowohl der König wie auch die Bischöfe bemüht, das durch die Ermordung Beckets belastete Verhältnis zwischen Kirche und König wieder zu verbessern. John nahm am 3. September 1189 an der Krönung von Richard I. teil und anschließend an den Ratsversammlungen, auf denen der König seinen Kreuzzug vorbereitete. Danach kehrte John in seine Diözese zurück. Nachdem der König Ende 1189 England verlassen hatte, kam es bald zu einer politischen Krise. Richards jüngerer Bruder Johann Ohneland kehrte entgegen dem Verbot seines Bruders spätestens Anfang 1191 nach England zurück und versuchte, die Regierung an sich zu reißen. Zu seinen großen Besitzungen in England gehörten auch Devon und Cornwall, also die Gebiete der Diözese Exeter. John the Chanter starb jedoch, bevor der Machtkampf in England seinen Höhepunkt erreichte. Er wurde in der Kathedrale von Exeter beigesetzt. Erst nach der Rückkehr von König Richard aus der Gefangenschaft in Deutschland, in die er auf der Rückreise vom Kreuzzug geraten war, wurde im Februar 1194 ein neuer Bischof von Exeter eingesetzt. 